# NFC North
NFC North er en division i National Football Leagues National Football Conference og ligger i det nordlige højrehjørne af USA. Divisionen består af Green Bay Packers, Detroit Lions, Chicago Bears og Minnesota Vikings.
Divisionen blev oprettet i 1967 som Central Division i NFL's Western Conference, og eksisterede i tre år indtil AFL-NFl blev sammenført, og divisionen blev omdøbt til NFC North. Fra 1967-1977 bestod divisionen af Lions, Bears, Vikings og Packers. Men i 1977 kom Tampa Bay Buccaneers ind pga. AFL-NFL omrokering, og divisionen hed nu NFL Central. I 2002 rykkede Buccaneers så over i NFL South, og divisionen blev nu til NFC North igen.
| NFL | Spire Denne artikel om NFL er en spire som bør udbygges. Du er velkommen til at hjælpe Wikipedia ved at udvide den. |